# Staudamm von Ma'rib

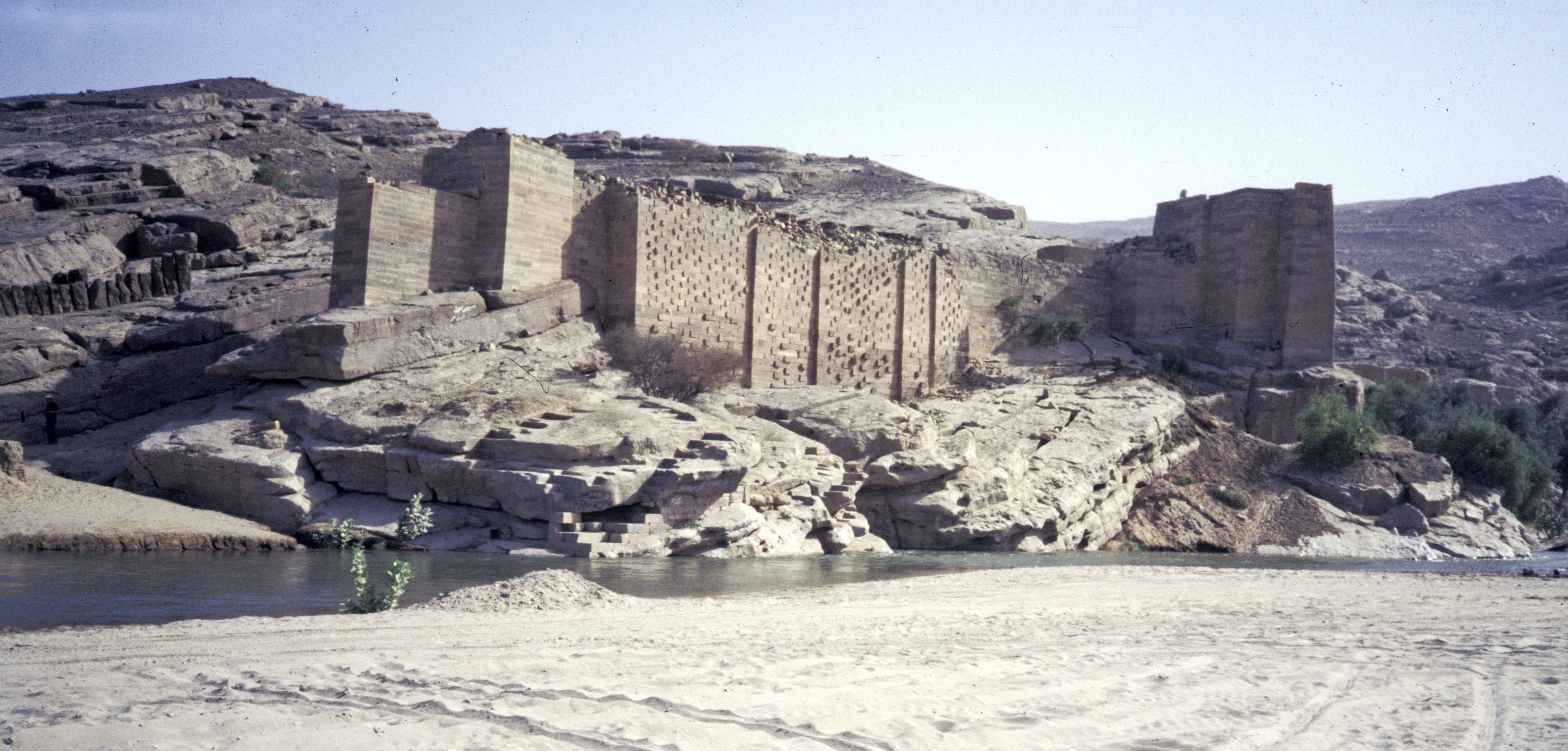
Ruine des alten Staudamms, 1988

Der Staudamm von Ma'rib wurde in der Mitte des 1. vorchristlichen Jahrtausends errichtet. Schon lange zuvor wurden nachweislich seit dem 3. Jahrtausend v. Chr. Stauanlagen und Hochwasserdämme im Wadi Dhanah bei der sabäischen Hauptstadt Ma'rib errichtet bzw. betrieben. Der Staudamm galt als eines der größten technischen Bauwerke der Antike und als Wunder Arabiens. Der Damm ist Teil des Wappens der Republik Jemen. Er wurde 2023 als Teil der Wahrzeichen des antiken Königreichs Saba, Marib ins UNESCO-Weltkulturerbe und gleichzeitig in die Liste des gefährdeten Welterbes aufgenommen.

## Allgemeines

Darstellung des Damms auf dem Wappen Jemens

Da das jemenitische Hochland und der Rand der Wüstenregion Ramlat es-Sayhad arm an Niederschlägen sind, wurden schon im 3. Jahrtausend v. Chr. wie an anderen Orten in Südarabien Stauanlagen im Wadi Dhanah errichtet, um das jahreszeitlich fließende Wasser des Sayl-Hochwassers zu speichern.

## Großer Staudamm
Die jüngste und bedeutendste Anlage wurde von den sabäischen Mukarriben Sumuhu'ali Yanuf II. und Yitha'amar Bayyin II. errichtet. Sie erreichte eine Länge von 680 m und ca. 20 m Höhe und ermöglichte die Bewässerung von ca. 9600 ha Kulturland in der 21 km langen und acht Kilometer breiten Oase.
Zur Datierung der Stauanlage gibt es unterschiedliche Meinungen. Hermann von Wissmann setzt sie Ende des 6. Jahrhunderts v. Chr. an, K. A. Kitchen hingegen in die erste Hälfte des 4. Jahrhunderts vor Christus.
Der Staudamm bot vom 8. Jahrhundert v. Chr. bis zum 5. oder 6. Jahrhundert nach Christus die Lebensgrundlage in der Wüste um die Stadt Ma'rib, der größten Stadt im antiken Südarabien.

### Die Schleusen
Der Staudamm bestand aus einem Erddamm, der das Tal des Wadi absperrte und heute nicht mehr vorhanden ist, und zwei Schleusenbauwerken am Nord- und Südhang. Diese Bauwerke, die teilweise erhalten sind, haben Abmessungen von 145 m Länge, 50 m Breite und 13 m Höhe und bestehen aus drei Pfeilern mit zwei Durchlässen. Die Mauern wurden in vergangenen Jahrhunderten teilweise zerstört, weil die Steine für andere Bauwerke verwendet wurden.
Die Schleusen dienten der Bewässerung; das Wasser wurde erst über einen Primärkanal und anschließende Verteilerkanäle auf die Felder in der Oase geleitet. Die Schleusen hatten auch gemauerte Überläufe (eine Hochwasserentlastung), wo überschüssiges Wasser gefahrlos in Tosbecken abgeleitet werden konnte.
Wegen der Schlammablagerungen von einem Zentimeter pro Jahr mussten der Damm und alle Bauwerke häufig erhöht werden. Dabei wurden sie mehrfach ganz abgerissen und neu aufgebaut. Auch waren oft Reparaturen nach Dammbrüchen infolge Hochwasser nötig.

### Niedergang
Mit dem Niedergang des Handels auf der Weihrauchstraße seit der christlichen Zeitenwende begann auch eine zunehmende Vernachlässigung des Staudamms. Dies führte seit dem 4. Jahrhundert zu mehreren Dammbrüchen. König Sharahbil Yafur hat den Staudamm laut Berichten im Jahr 449 n. Chr. reparieren lassen, aber 450 wurde er von Hochwasser erneut beschädigt. Der Damm wurde noch einmal repariert. Letztmals wurde im Jahr 542, während der Herrschaft des Vizekönigs Abraha, einem christlichen Herrscher aus dem Aksumitischen Reich, von einem größeren Bruch und von der Restauration des Staudammes berichtet. Die letzte bekannte Inschrift, die sich auf den Staudamm bezieht, stammt aus diesem Jahr (nach anderen Angaben von 548). Es wird berichtet, dass der Vizekönig Reparaturen befohlen hatte und große Mengen Versorgungsgüter für die vielen Arbeiter geordert hatte, darunter 200.000 Schafe und Ziegen, 50.000 Sack Mehl und 26.000 Kisten Datteln. Offenbar wurde die Rekonstruktion prompt ausgeführt.
Da mit dem Rückgang des Weihrauchhandels aber die Bevölkerung ihre wirtschaftliche Grundlage einbüßte, verlor auch der Damm durch den Abzug der Menschen seine Bedeutung. Historiker nehmen an, dass das endgültige Desaster kurz danach geschah, worauf sich die Ebene von Saba in eine Wüste verwandelte. Einige Wissenschaftler sagen, dass der letzte Dammbruch zwischen 542 und 570 oder 572 stattfand. Nach diesem neuen Dammbruch unterblieb eine Reparatur, worauf das Kulturland schnell versteppte und Ma'rib endgültig aufgegeben wurde. Andere neigen dazu, dies für das siebte Jahrhundert anzunehmen. Der Koran erwähnt den Dammbruch in Sure 34 (Șabā'), Vers 15–17, und wertet ihn als Strafe Allahs für die gottlosen Sabäer. Der Verlust des Staudamms wurde verschiedenen Ursachen zugeschrieben, die von vulkanischen Aktivitäten über Erdbeben bis zu Vernachlässigung reichen. Robert B. Jansen hält letzteres für am wahrscheinlichsten.

### Antike Stätte heute
Die Überreste des Staudamms werden als bedeutendste antike Stätte im Jemen betrachtet, da er als eines der größten technischen „Wunder“ der antiken Welt gilt. Zusammen mit weiteren bedeutenden Kulturstätten in und um Ma'rib, wie dem Bar'an-Tempel, dem Awwam-Tempel nebst Nekropole, die Wadi-Ghufaina-Siedlung und dem al-Mabna-Damm wurde der große Staudamm auch (als Archaeological site of Marib) auf der Tentativliste des Jemen aufgeführt. Trotzdem wurde die Ruine lange als Steinbruch benutzt, bis 2006 das Deutsche Archäologische Institut Ausgrabungs- und Restaurierungsarbeiten vornahm.
Während der Militärintervention im Jemen seit 2015 wurde die Ruine des historischen Staudamms nach lokalen Nachrichtenberichten und Angaben archäologischer Experten bei einem Luftangriff in der Nacht des 31. Mai 2015 beschädigt. Berichten zufolge könnten auch die antiken sabäischen Inschriften auf den Staudammwänden von der Bombardierung betroffen sein. Die Bestätigung erster Berichte zu den Zerstörungen am Staudamm vom 31. Mai 2015 in sozialen Medien und lokalen Nachrichtenquellen gestaltete sich für internationale Archäologen aufgrund der weitreichenden Kommunikationsprobleme im Jemen zunächst als schwierig. Jemenitische Behörden machten die saudi-arabischen Koalitionskräfte für den Luftangriff verantwortlich. Die General Authority for Antiquities and Museums in Yemen verurteilte den Angriff und drohte mit Rechtsmitteln gegen die saudische Regierung. Die UNESCO-Generaldirektorin Irina Bokowa verurteilte die Luftangriffe und zeigte sich „tief besorgt“, mit ausdrücklichem Hinweis auf die Schäden am großen Damm von Ma'rib. Diesen bezeichnete sie als eine der wichtigsten Kulturerbestätten auf der Arabischen Halbinsel und als Zeugnis der Geschichte und der Werte, die die Menschheit verbindet.

## Neuer Staudamm

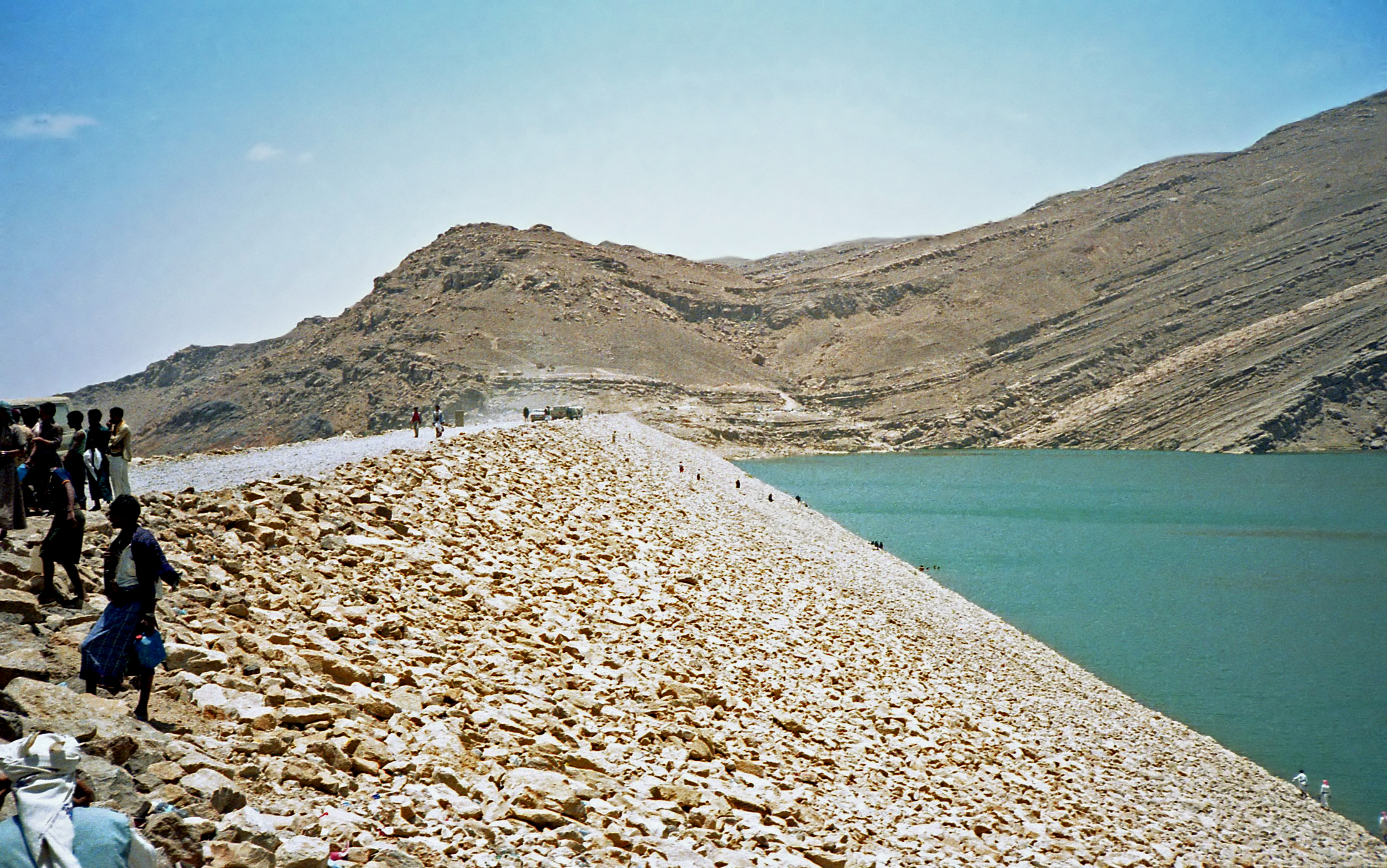
Neuer Staudamm von Ma'rib, 1986

Zur wirtschaftlichen Erschließung des Landes wurde 1986 mit der Unterstützung von Abu Dhabi drei Kilometer oberhalb des alten Dammes ein neuer Staudamm im Wadi Dhanah errichtet. Dieser ist 760 m lang und 40 m hoch und soll 10.000 ha Land mit Wasser versorgen.